# Hölderova podmínka
Hölderova podmínka je podmínka týkající se funkcí. Hölderova podmínka je jedním z kritérií stejnoměrné spojitosti a objevuje se v podmínkách mnoha matematických vět z oblasti matematické analýzy.

## Formulace podmínky
Nechť {\displaystyle I\subseteq \mathbb {R} }. Jestliže pro funkci {\displaystyle f:I\rightarrow \mathbb {R} } existují konstanty {\displaystyle L\geqslant 0} a {\displaystyle \lambda \in (0,1\rangle } takové, že pro každé {\displaystyle x,y\in I} platí
{\displaystyle \left|f(x)-f(y)\right|\leqslant L\left|x-y\right|^{\lambda }}
říkáme, že funkce {\displaystyle f\;} je hölderovská (nebo že splňuje Hölderovu podmínku) s konstantou {\displaystyle L\;} a exponentem {\displaystyle \lambda \;}, nebo že je λ-hölderovská.
Funkce splňující Hölderovu podmínku je stejnoměrně spojitá na {\displaystyle I\;}.
Pro {\displaystyle \lambda =1\;} nazýváme Hölderovu podmínku Lipschitzovou podmínkou.